# 비어트리스 (네브래스카주)

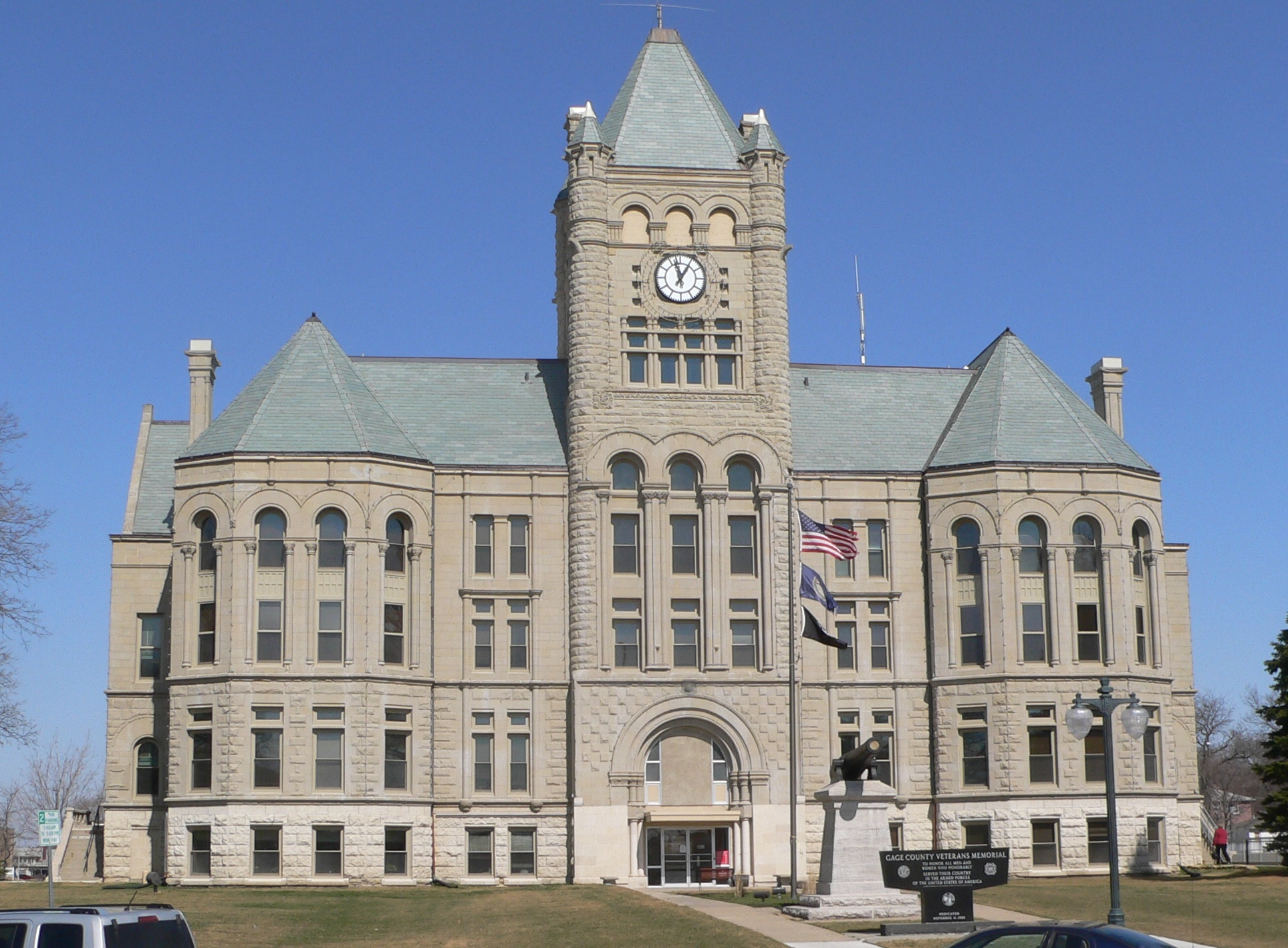

비어트리스(Beatrice)는 미국 네브래스카주 게이지군의 도시이자 군청 소재지이다. 2010년 미국 인구 조사 기준으로 인구 수는 12,459명이다. 링컨에서 남쪽으로 약 25마일 지점에 위치해 있다.

## 인구
| 인구조사              | 인구   | Note | %±     |
| --------------------- | ------ | ---- | ------ |
| 1880년                | 2,447  |      | —      |
| 1890년                | 13,836 |      | 465.4% |
| 1900년                | 7,875  |      | −43.1% |
| 1910년                | 9,356  |      | 18.8%  |
| 1920년                | 9,664  |      | 3.3%   |
| 1930년                | 10,297 |      | 6.6%   |
| 1940년                | 10,883 |      | 5.7%   |
| 1950년                | 11,813 |      | 8.5%   |
| 1960년                | 12,132 |      | 2.7%   |
| 1970년                | 12,389 |      | 2.1%   |
| 1980년                | 12,891 |      | 4.1%   |
| 1990년                | 12,354 |      | −4.2%  |
| 2000년                | 12,496 |      | 1.1%   |
| 2010년                | 12,459 |      | −0.3%  |
| 2020년                | 12,261 |      | −1.6%  |
| U.S. Decennial Census |        |      |        |